# Il racconto del Vajont
Il racconto del Vajont, conosciuto anche come Vajont 9 ottobre '63 - Orazione civile, è un monologo teatrale del 1993 di Marco Paolini.
Scritto da Paolini e dal regista Gabriele Vacis assieme a Gerardo Guccini e Alessandra Ghiglione, e interpretato dallo stesso Paolini, si tratta di un'«orazione civile» inerente agli eventi che portarono al disastro del Vajont, narrati dall'inizio della costruzione dell'omonima diga nel 1956, alla frana del 9 ottobre 1963 che costò la vita a quasi duemila persone.

## Storia
(Marco Paolini, Il racconto del Vajont)
Il soggetto teatrale è la storia della diga del Vajont e delle circostanze che hanno condotto all'omonimo disastro, raccontate in circa due ore e mezza dall'attore Marco Paolini. La ricostruzione, ispirata dal libro Sulla pelle viva (1983) della giornalista bellunese Tina Merlin, di cui lo stesso Paolini ha successivamente curato la prefazione, è il frutto di ulteriori accurate ricerche e collezioni di documenti ufficiali, e fa risalire l'origine dell'intricata vicenda alla fine del XIX secolo.
Portata dapprima in casa di amici, poi nelle piazze, nei circoli culturali, nelle scuole, negli ospedali, nei centri sociali, nelle fabbriche, alla radio, e, qualche volta, nei teatri e nei festival, l'opera è stata trasmessa in televisione per la prima volta in occasione del 34º anniversario del disastro, il 9 ottobre 1997, in diretta su Raidue: per l'occasione fu allestito un teatro proprio presso la diga del disastro, precisamente nel versante riempito dalla frana e un tempo sede del bacino. A differenza del testo pubblicato da Garzanti, l'incipit venne adattato alla circostanza, togliendo una gradazione ascendente la cui base era rappresentata dal disastro della Val di Stava.
Paolini narra la vicenda che ha portato alla tragedia con estrema fedeltà ai fatti e alle persone, inserendo di tanto in tanto aneddoti divertenti che alleggeriscono la drammaticità del racconto. Nel corso del monologo Paolini cita anche il cedimento strutturale della diga di Malpasset, che causò un disastro per certi versi simile a quello del Vajont, rappresentando la più grande catastrofe civile della storia di Francia nel XX secolo.
Proprio grazie a Il racconto del Vajont Paolini arriva al grande pubblico; lo spettacolo vince nel 1995 uno speciale Premio Ubu per il teatro politico, nel 1996 il Premio Idi per la migliore novità italiana, e nel 1998 il Premio Regia Televisiva come miglior programma dell'anno – quest'ultimo per la trasmissione televisiva dell'anno precedente.